# Ночь страха 2: Свежая кровь
«Ночь страха 2: Свежая кровь» (англ. Fright Night 2: New Blood)  — американский видеофильм ужасов 2013 года режиссёра Эдуардо Родригеса. Это прямое продолжение ремейка «Ночи» 2011 года. При этом никто из актеров из предыдущего фильма не повторяет свои роли, а сюжет похож как на оригинальную «Ночь страха» 1985 года, так и на её  ремейк.

## Сюжет
Чарли Брюстер, Эд Бейтс и Эми Петерсон находятся со своим классом в качестве студентов по обмену в Румынии, где Чарли пытается примириться с Эми после того, как она подозревает его в мошенничестве. В первую ночь в отеле Чарли замечает красивую женщину, вступающую в половой акт с другой женщиной, закончившийся тем, что первая высасывает кровь у второй. Позднее  той же ночью выясняется, что этой женщиной является Джерри Дэндридж, очаровательный профессор колледжа, которая будет учить их истории и культуре Румынии.